# Tan-Tan
Tan-Tan (arabă طانطان) este un oraș în Maroc.